# 2012年ロンドンオリンピックのマケドニア共和国選手団
2012年ロンドンオリンピックのマケドニア共和国選手団（2012ねんロンドンオリンピックのマケドニアきょうわこくせんしゅだん）は、2012年7月27日から8月12日までイギリスのロンドンで開催されたロンドンオリンピックマケドニア共和国選手団の名簿。

## 選手団
- 人員: 選手 4人
- 開会式旗手: マルコ・ブラジェフスキー

## 種目別選手・スタッフ名簿及び成績

### 陸上競技
- クリスティヤン・エフレーモフ（男子400m）47秒92 予選敗退
- フリスティナ・リステスカ（女子400m）1分0秒86 予選敗退

### 競泳
- マルコ・ブラジェフスキー（男子400m個人メドレー）4分32秒38 予選敗退
- シモナ・マリノワ（女子800m自由形）9分28秒41 予選敗退